# 天友乳业
重庆市天友乳业股份有限公司（英語：Chongqing Tianyou Co. Ltd.），是一家中国乳业公司。

## 历史
前身是1931年5月成立的重庆牛奶场，由陈叔敬和陈敦川两兄弟创建。由于七七事变后国民政府从南京迁至重庆，使得大后方乳制品需求上升。1947年创办中国乳制品行业第一份报纸《牛奶与人生》。1949年之后实行公私合营，改革开放后实行股份制改革，隶属于重庆农业投资集团。主要产品为百特系列、淳源系列。